# Mount Pearl
Mount Pearl is een stad (city) in de Canadese provincie Newfoundland en Labrador. Met bijna 23.000 inwoners is het de op een na grootste stad van de provincie, na de provinciehoofdstad St. John's. 
Mount Pearl maakt deel uit van de stedelijke agglomeratie van St. John's. Beide steden liggen in het oosten van het schiereiland Avalon, in het zuidoosten van het eiland Newfoundland. 

## Geschiedenis en toponymie
De plaats werd gesticht toen commandant James Pearl en zijn echtgenote Lady Anne Pearl hier in 1829 arriveerden. James Pearl had na 27 jaar eervolle dienst in de Royal Navy van de Britse kroon een stuk grond in de kolonie Newfoundland ontvangen. Hij bouwde een woning boven op een heuvel en noemde de heuvel Mount Cochrane, als eerbetoon naar de toenmalige gouverneur van Newfoundland Sir Thomas John Cochrane. Toen deze zijn post verliet, hernoemde Pearl zijn residentie en de heuvel tot Mount Pearl.
In 1915 werd in Mount Pearl het Admiralty House gebouwd. Tijdens de Eerste Wereldoorlog diende het als geheime Britse communicatiepost. Sinds 1997 is er een museum en archief gevestigd.
Vanaf 1955 heeft Mount Pearl een gemeentebestuur. Begin jaren 1980 werd het grondgebied van de Mount Pearl sterk uitgebreid. In 1988 kreeg de gemeente dan ook officieel de status van stad. In 1992 stond de stad het gebied genaamd Southlands af aan de buurstad St. John's (die dat jaar meerdere gebieden opslorpte).

## Demografie
Tot het midden van de jaren 1990 kende de stad Mount Pearl een demografische groei. Sindsdien daalt de bevolkingsomvang er echter jaar na jaar, als enige plaats binnen de Metropoolregio St. John's. Tussen 1996 en 2021 daalde het inwoneraantal van Mount Pearl met 3.054 inwoners (-12,0%).
| Demografische ontwikkeling van Mount Pearl tussen 1956 en 2021 |
| --- |
| |
| Bron: Statistics Canada (1951–1986, 1991–1996, 2001–2006, 2011, 2016–2021) - De sterke stijging tussen 1981 en 1986 is deels te danken aan een gebiedsuitbreiding. - De stijging tussen 1991 en 1996 is er ondanks het afstaan van de buurt Southlands. |

### Taal
In 2021 had 98,3% van de inwoners van Mount Pearl het Engels als moedertaal; 99,9% van de inwoners waren die taal machtig. Hoewel slechts 110 mensen (0,5%) het Frans als (al dan niet gedeelde) moedertaal hadden, waren er 1.280 mensen die de taal konden spreken (5,7%). De derde meest gekende taal is het Spaans, met 100 mensen (0,4%) die deze taal machtig waren.

## Sport
De stad is sinds 1973 de thuisbasis van de Mount Pearl Soccer Club. De club is zevenvoudig kampioen van de provinciale vrouwenvoetbalcompetitie en werd ook eenmaal kampioen in de provinciale mannenvoetbalcompetitie.
De ploeg speelt haar thuiswedstrijden in het Team Gushue Sports Complex. Ook de mannenvoetbalafdeling van de in St. John's gevestigde Feildians Athletic Association maakt gebruikt van deze site in Mount Pearl.